# Besednice
Besednice (en allemand : Bessenitz) est un bourg (městys) du district de Český Krumlov, dans la région de Bohême-du-Sud, en République tchèque. Sa population s'élevait à 816 habitants en 2020.

## Géographie
Besednice se trouve à 8 km au nord-est de Kaplice, à 18 km à l'est-sud-est de Český Krumlov, à 22 km au sud-sud-est de České Budějovice et à 144 km au sud de Prague.
La commune est limitée par Ločenice au nord, par Slavče à l'est, par Soběnov au sud, et par Kaplice et Svatý Jan nad Malší à l'ouest.

## Histoire
La première mention écrite du village date de 1395. Besednice a reçu le statut de městys le 10 octobre 2006.

## Administration
La commune se compose de deux quartiers :
- Besednice
- Malče